# Cerkiew św. Mitrofana z Woroneża w Moskwie
Cerkiew św. Mitrofana z Woroneża – prawosławna cerkiew w Moskwie, w rejonie Sawiołowskim, w dekanacie Wszystkich Świętych eparchii moskiewskiej miejskiej Rosyjskiego Kościoła Prawosławnego.

## Historia
Fundatorem świątyni był kupiec Mitrofan Graczew, ekonom rady ds. przytułków w Moskwie. Budowla sakralna powstała na
potrzeby przytułku dla sierot im. wielkiej księżnej Elżbiety Fiodorowny. Placówka ta opiekowała się dziećmi w wieku od roku do siedmiu lat i została otwarta w 1893. Budowa istniejącej przy niej cerkwi trwała od 1894 do 1895, a autorem projektu wzniesionego z cegły budynku sakralnego był Gieorgij Kaiser. Poświęcenie budynku miało miejsce 22 października 1895 pod przewodnictwem biskupa Anatola, z udziałem miejscowego duchowieństwa.
Po rewolucji październikowej i ukonstytuowaniu się Żywej Cerkwi świątynia pozostała w rękach kanonicznej Cerkwi. Pozostawała czynna do 1935, przy czym w ostatnich trzynastu latach działania była już zwykłą świątynią parafialną, gdyż przytułek dla sierot został zlikwidowany. W zamkniętej cerkwi początkowo znajdowała się szkoła przyzakładowa, następnie baza remontowa i stołówka. Po II wojnie światowej budowlę zaadaptowano na szkołę sportową, następnie na magazyn fabryczny, zaś od 1985 budynek stał porzucony. W okresie tym obiekt został zniszczony: zdjęto z niego kopuły cerkiewne, zburzono dzwonnicę, całość ucierpiała w pożarze i wskutek awarii wodociągu. Całe wyposażenie świątyni zostało zniszczone, poza patronalną ikoną św. Mitrofana z Woroneża, którą przechowywano w cerkwi Ikony Matki Bożej „Nieoczekiwana Radość” w Moskwie.
W 1990 budynek został zwrócony Rosyjskiemu Kościołowi Prawosławnemu i ponownie poświęcony. W tym samym roku odbudowano dzwonnicę, a do 1992 według projektu Siergieja Kuzniecowa całkowicie przywrócono budowli pierwotny wygląd. We wnętrzu cerkwi wykonano kompleks nowych fresków oraz mozaiki w pomieszczeniu ołtarzowym. W świątyni znalazł się pierwszy w Rosji fresk z postacią carewicza Aleksego, kanonizowanego w 2000 razem z całą rodziną. Nowy ikonostas dla świątyni wykonał D. Szachowski. Wielkie poświęcenie odnowionej świątyni przeprowadził w 1995 patriarcha moskiewski i całej Rusi Aleksy II.